# カンダウレス王 (バレエ)
カンダウレス王（フランス語: Le Roi Candaule、英語: King Candaules、ロシア語: Царь Кандавл）は、マリウス・プティパ振付・チェーザレ・プーニ作曲の4幕6場のバレエ作品である。脚本はジュール＝アンリ・ヴェルノワ・ド・サン＝ジョルジュによるもので、ヘロドトスの『歴史』におけるリディアの王カンダウレスの逸話に基づいている。

## 歴史
1868年10月29日（当時ロシアが採用していたユリウス暦では10月17日）にサンクトペテルブルクの帝室ボリショイ・カーメンヌイ劇場においてロシア帝室バレエ団により初演され、王妃ニュッシアを演じたヘンリエッタ・ドールの妙技もあって大成功を収めた。特に第2幕の「ヴィーナスの踊り」（Pas de Venus）でドールが披露した5回転のピルエット・スュル・ラ・ポアントは観衆の間で大きな話題となった。
2か月後、プティパは1868年12月22日に帝室ボリショイ劇場でモスクワ初演を行い、モスクワとサンクトペテルブルクの双方で上演が続けられた。その後、プティパは1891年にリッカルド・ドリゴの音楽を追加して改訂を行い、これは同年12月6日（ユリウス暦11月24日）にサンクトペテルブルクの帝室マリインスキー劇場で初演された。さらに1903年4月21日（ユリウス暦4月9日）にはプティパによる再改訂版が帝室マリインスキー劇場で初演された 。
ステパノフ式記譜法で舞踊譜に残されたものが、セルゲーエフ・コレクションの一部としてハーバード大学に所蔵されている。

## 配役
| 配役           | 1868年版                       | 1891年版                       | 1903年版                   |
| -------------- | ------------------------------ | ------------------------------ | -------------------------- |
| カンダウレス   | フェリックス・クシェシンスキー | パーヴェル・ゲルト             | パーヴェル・ゲルト         |
| ニュッシア     | ヘンリエッタ・ドール           | カルロッタ・ブリアンツァ       | ユリア・セドーヴァ         |
| ギュゲス       | レフ・イワノフ                 | アレクサンドル・ゴルスキー     | ゲオルギ－・キャクシュト   |
| クリュティア   | クラウディア・カンツリェーワ   | ウァルウァラ・ライクリャーコワ | ナデジダ・プティパ         |
| ピューティアー |                                |                                | エフドキア・ヴァシリエヴァ |

## ディアナとアクティオンのパ・ド・ドゥ
今日において、『カンダウレス王』でもっとも有名な場面はいわゆる「ディアナとアクティオンのパ・ド・ドゥ」（Diane et Actéon Pas de deux）で、ガラ公演、あるいは2009年のユーリ・ブルラカおよびヴァシーリー・メドベージェフがボリショイ・バレエのために改訂した『エスメラルダ』で演じられる。
これはもとは「ディアナの恋人の冒険」（Les Aventures amoureuses de Diane）、または単に「ディアナの踊り」（Pas de Diane; パ・ド・ディアーヌ）と呼ばれ、ローマ神話の狩りの女神ディアナと羊飼いエンディミオン、そしてサテュロスの3人によるパ・ド・トロワであった。この場面はプティパがロシアの画家カール・ブリューロフの絵画にインスピレーションを得たものと言われている。今日踊られているのはプティパが振り付けたものではなく、1935年にアグリッピナ・ワガノワが『エスメラルダ』を改訂するにあたってサテュロスを除き、男性を羊飼いエンディミオンから狩人アクティオンに変え、ディアナが12人のニュンペーとともに踊っている場面として振り付け直したものである。ただし、神話においてディアナとアクティオンは恋仲ではなく、それどころかアクティオンはニュンペーとともに水浴びをしているディアナの裸身を覗き見したためにディアナの怒りを買い、牡鹿に変身させられた挙げ句に自分の猟犬に追われて食い殺される、という悲惨な末路を辿っており、ワガノワの改訂は神話の内容に沿わない奇妙なものになっている。
しかし、そもそもプティパの当初の振付もブリューロフの絵も、エンディミオンをディアナの恋人として描いているという点で誤っている。これはレオ・ドリーブの『シルヴィア』を含め、いくつかのバレエ作品にも見られるものであるが、本来エンディミオンはギリシャ神話の人物であり、これに恋したのは月の女神セレーネーであって、ディアナとは何の関係もない。この誤りは、セレーネーに対応するローマ神話の月の女神ルーナとディアナが同一視されていたことから生じたものである。